# Rocío Valarezo
Rocío del Carmen Valarezo Ordóñez (Santa Rosa, 1959/1960) es una educadora y política ecuatoriana.

## Trayectoria
Realizó sus estudios superiores en la Universidad de Guayaquil, donde obtuvo el título de licenciada en ciencias de la educación. Su primer trabajo como docente fue en la escuela Antonio José de Sucre, de la ciudad de Santa Rosa. También trabajó en la escuela Zoila Ugarte de Landívar del cantón El Guabo.
Inició su vida política como concejal suplente del cantón Santa Rosa. En 1998 fue elegida diputada alterna de Hugo Quevedo, del Partido Social Cristiano.
En las elecciones seccionales de 2000 fue elegida consejera provincial de El Oro por el Partido Social Cristiano. Tiempo después se unió al Partido Roldosista Ecuatoriano y fue reelegida como consejera provincial de la mano de dicho partido.
Para las elecciones legislativas de Ecuador de 2009 fue elegida asambleísta nacional en representación de El Oro por el Movimiento Autónomo Regional (MAR). Durante los dos primeros años del periodo ocupó la cuarta vocalía del Consejo de Administración Legislativo. En 2011 fue nombrada segunda vicepresidenta de la Asamblea Nacional para el periodo 2011-2013 como parte de la alianza entre el MAR y el movimiento oficialista Alianza PAIS.
En las elecciones legislativas de 2013 fue reelegida al cargo de asambleísta y fue nombrada segunda vocal del Consejo de Administración Legislativo.